# Familiebegraafplaats bij Huys ten Donck
De familiebegraafplaats bij Huys ten Donck is een particuliere begraafplaats in de Nederlandse gemeente Ridderkerk.

## Geschiedenis
Het 18e-eeuws Huys ten Donck is gelegen tussen de dorpen Bolnes en Slikkerveer in de gemeente Ridderkerk en wordt omgeven door een park in Engelse landschapsstijl, het Donckse Bos. Het huis werd gebouwd in opdracht van mr. Otto Groeninx van Zoelen (1704-1758), heer van Ridderkerk, burgemeester van Rotterdam. De leden van de familie Groeninx van Zoelen werden begraven in de Singelkerk. Bij koninklijk besluit van 22 augustus 1827 werd het begraven in een kerk per 1829 verboden. Jhr. mr. Otto Paulus Groeninx van Zoelen (1767-1848), oud-Tweede Kamerlid, liet daarom in 1828 een familiebegraafplaats aanleggen op een kunstmatig eiland aan de zuidzijde van het park. Hij liet het lichaam van zijn in 1826 overleden vrouw overbrengen van de Singelkerk naar de nieuwe begraafplaats. In 1838 liet Groeninx van Zoelen er een obelisk plaatsen, met een opdracht aan zijn familie. Zowel de begraafplaats als een bijbehorende dienstwoning genieten sinds 1981 bescherming als rijksmonument.

## Omschrijving
Bij de ingang van de begraafplaats staat een hek met twee gebeeldhouwde pijlers. Op de begraafplaats zelf werd in 1838 een natuurstenen obelisk geplaatst, met in reliëf het familiewapen en het opschrift: 

JONKHEER
MR OTTO PAULUS
BARON GROENINX VAN ZOELEN
VAN RIDDERKERK
aan
Voorouders, Echtgenoot
en
voor-overleden Kinderen.
MDCCCXXXVIII.

De in 1828 gebouwde, met tongewelven overdekte grafkelder wordt afgedekt voor een ijzeren schilddak. Om de kelder staat een ijzeren hekwerk, dat werd gegoten bij de Wed. A. Sterkman en Zoon in Den Haag.
De naastgelegen dienstwoning werd in de eerste helft van de 19e eeuw gebouwd. Het is een verdiepingsloos pand onder een met riet bekleed wolfsdak, dat aan de achterkant in hout werd opgetrokken. Aan de linkerzijde heeft het een afhang, ondersteund door houten standvinken op bakstenen sokkels.

## Fotogalerij

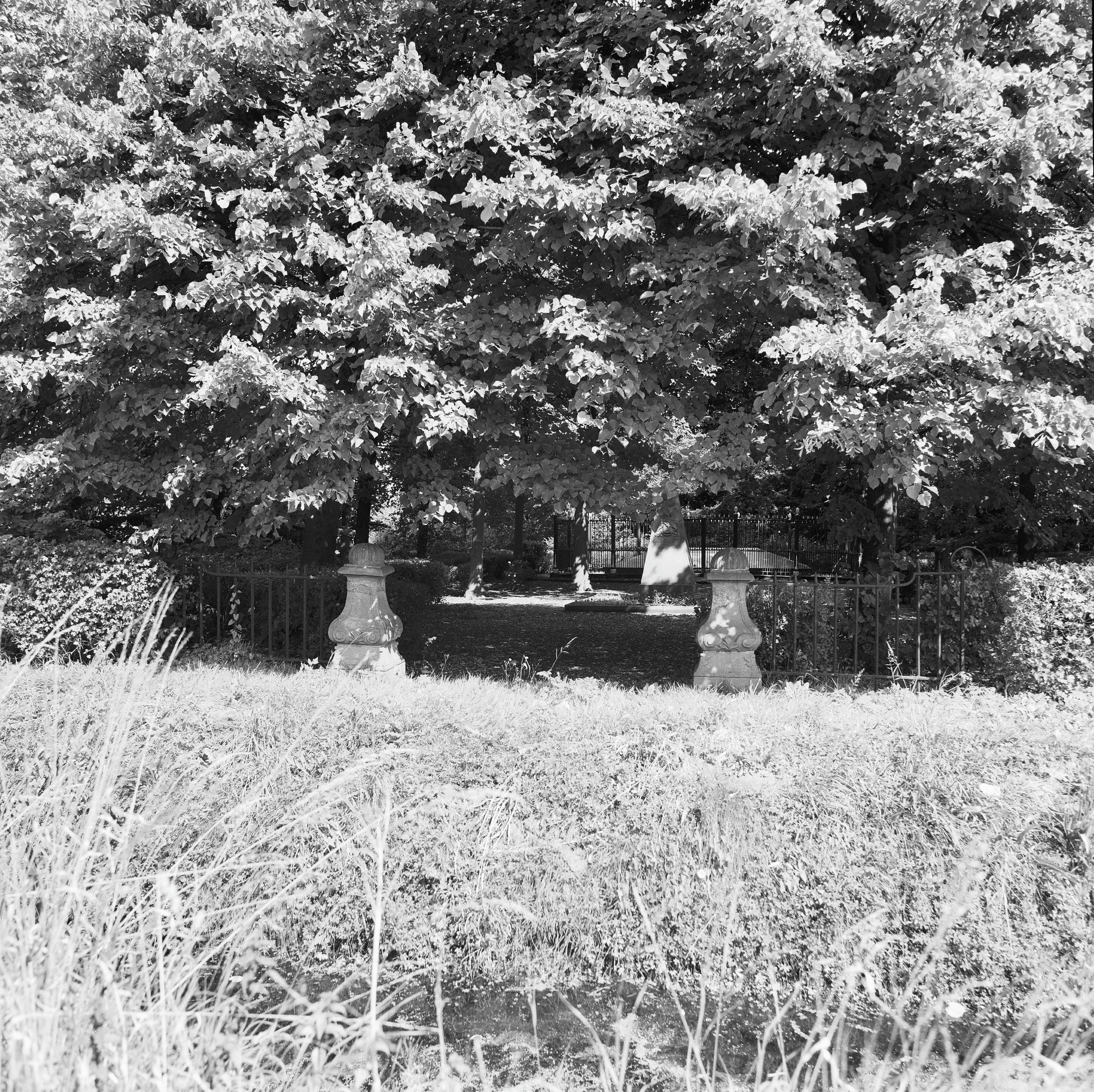
Doorkijkje
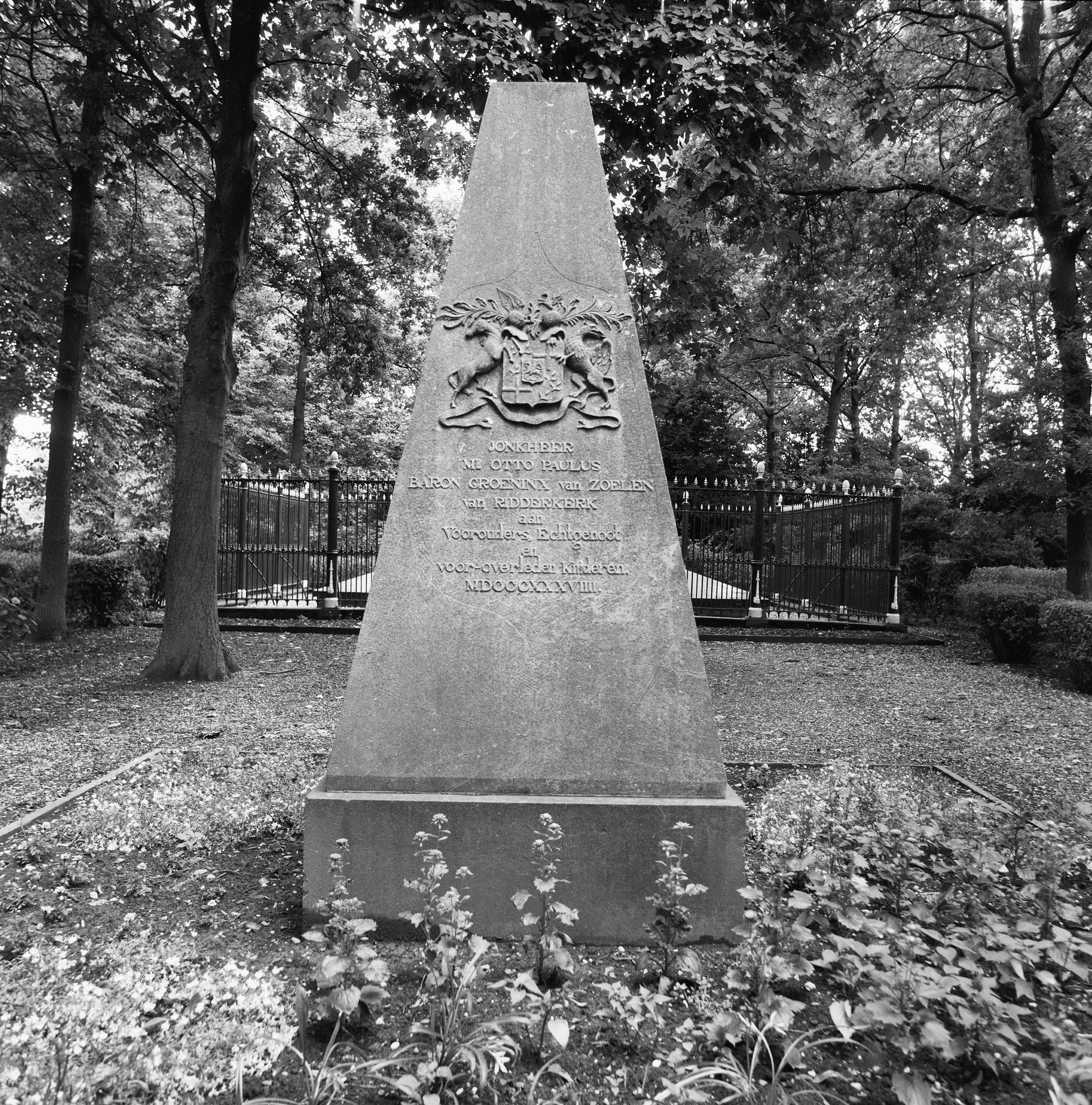
Obelisk
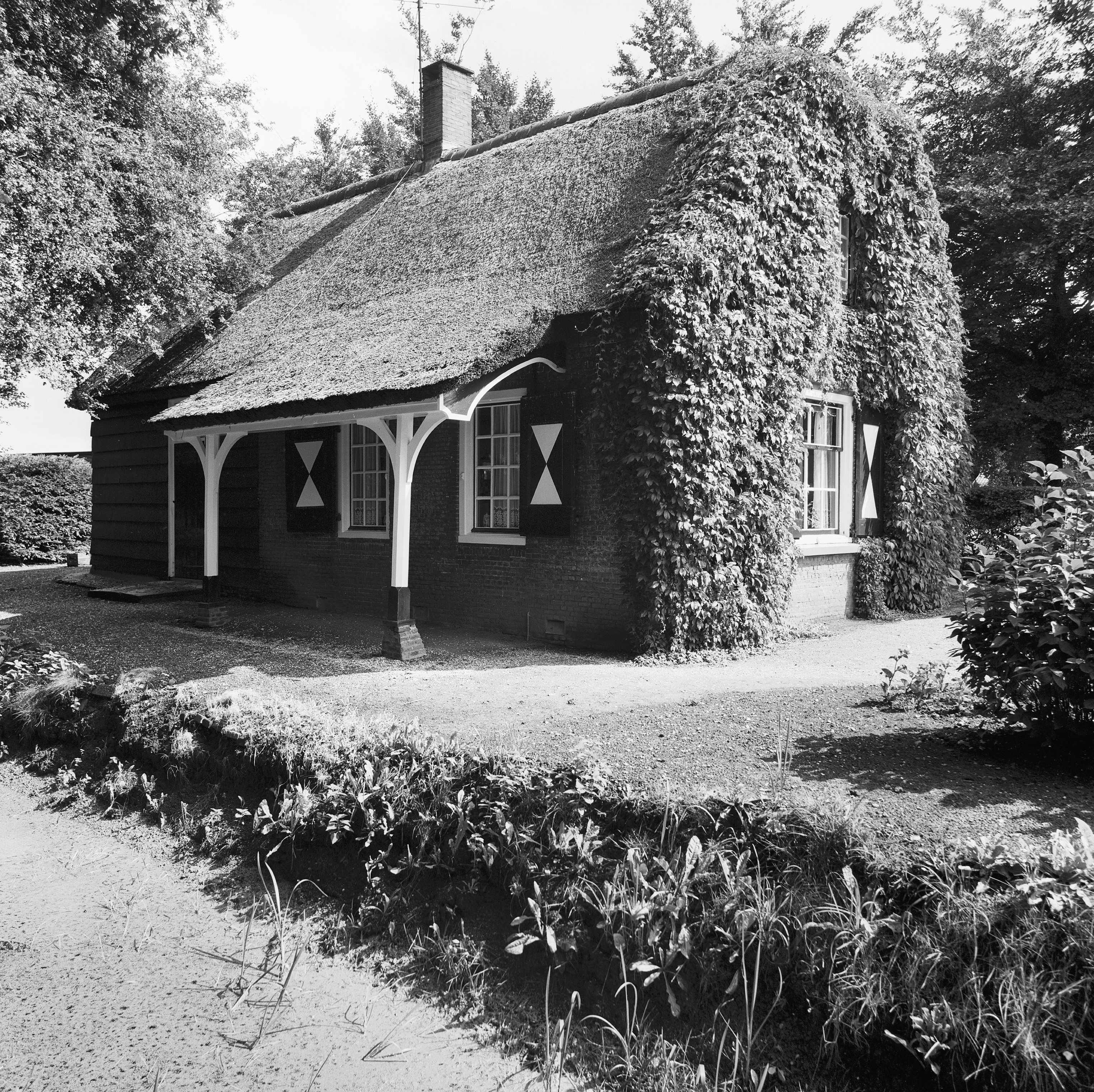
Dienstwoning